# Xian de Yutai
Le xian de Yutai (鱼台县 ; pinyin : Yútái Xiàn) est un district administratif de la province du Shandong en Chine. Il est placé sous la juridiction de la ville-préfecture de Jining.

## Démographie
La population du district était de 445 582 habitants en 1999.